# Leptoclinides doboensis
Leptoclinides doboensis är en sjöpungsart som först beskrevs av Sluiter 1913.  Leptoclinides doboensis ingår i släktet Leptoclinides och familjen Didemnidae. Inga underarter finns listade i Catalogue of Life.